# Julien Naessens
Pour les articles homonymes, voir Naessens.
Julien Naessens (1922-1986), 8e dan de judo (柔道), 7e dan d’aïkido (合気道) et 2e dan de karaté (空手道), est l’un des pionniers dans l’introduction des arts martiaux en Belgique. Il fut élève de Maître Jean de Herdt, 4e dan, plusieurs fois champion de France et d’Europe, et qui était lui-même disciple du maître Mikinosuke Kawaishi, 7e dan, fondateur du judo en France.

## Historique
Il fut le fondateur de la première revue belge de judo, Atemi. En aïkido, il suivit les enseignements des maîtres Nakazano et Noquet, et tout particulièrement celui de Kenshiro Abbe (en) qui devint son maître en judo et en aïkido. Il fut également le fondateur, en 1951, du Budo Collège belge et d'un club à Louvain. Julien Naessens entretint également des relations privilégiées avec sensei Murashige qui décéda accidentellement à Louvain en mars 1964. Il a également été directeur technique de l’aïkido au Ministère de la Justice. Son épouse, Louise Botilde, pratiquait également.